# Enzo Hodebar
Enzo Hodebar, né le 17 mai 1999 à Créteil, est un triple sauteur international français, licencié à l'Entente Franconville Cesame Val d'Oise et vice-champion d'Europe U23 en 2021 à Tallinn.

## Carrière
Après avoir débuté par la natation et le judo, Enzo commence l'athlétisme en 2007 au sein du club des Abymes en Guadeloupe, entraîné par Rod Dabriou. Très rapidement, il obtient de bons résultats en saut en longueur, triple saut, saut en hauteur et en sprint. 
En 2015, lors de sa première année chez les cadets, il devient champion de France du triple saut à Albi en réalisant 15 m 57. Cette même année, il est sélectionné en équipe de France à l'occasion du festivale olympique de la jeunesse européenne à Tbilissi, il remporte le titre en triple saut et en saut en longueur. Il poursuit sur sa lancée en 2016 et devient vice-champion d'Europe U18 à Tbilissi, il décroche aussi un le titre de champion de France du saut en longueur à Chateauroux.
En 2017, pour sa première année chez les juniors, il décroche une nouvelle médaille nationale en terminant 2e à Dreux, et se classe à la 5e place des championnats d'Europe à Grosseto.
En 2018, il décide de changer de groupe d'entraînement et rejoint les Florida Gators entraîné par Nic Peterson aux États-Unis. Il participe à ses premiers championnats du monde à Tampere et se classe 13e avec 7 m 39. 
En 2020, il rejoint l'un des plus grands club français l'Entente Franconville Césame Val-d'Oise et change d'entraîneur afin de rejoindre le groupe de Benjamin Compaoré. Il remporte le titre national chez les U23 et se classe 2e chez les Elites à Albi.
En 2021, il termine une nouvelle fois vice-champion de France Elite lors des championnats de France à Miramas. Il devient aussi vice-champion d'Europe U23 à Tallinn devant son compatriote Anaël Thomas Gogois.
En 2022, après avoir gagné le meeting de L'Eure à Val de Reuil en établissant sa meilleure performance de l'année avec 16 m 68 , il réalise lors des championnats de France en salle Elite à Miramas un saut à 16,32m en terminant au pied du podium.

## Vie professionnelle et associative
Titulaire d'un baccalauréat scientifique spécialité sciences de l'ingénieur obtenu au lycée Charles Ceffin à Baie-Mahault, il est aujourd'hui en licence géographie et aménagement à l'UPEC Créteil.

## Palmarès

### National
| Date | Compétition                            | Épreuve          | Lieu        | Résultat        | Performance |
| ---- | -------------------------------------- | ---------------- | ----------- | --------------- | ----------- |
| 2023 | Championnats de France Élites          | Triple saut      | Albi        | 2e              | 16,73 m     |
| 2022 | Championnats de France Élites          | Triple saut      | Caen        | 1er             | 17,05 m     |
| 2022 | Championnats de France Élites en salle | Triple saut      | Miramas     | 4e              | 16,32 m     |
| 2021 | Championnats de France Élites en salle | Triple saut      | Miramas     | 2e              | 16,66 m     |
| 2020 | Championnats de France Elite / U23     | Triple saut      | Albi        | 2e / 1er en U23 | 16,72 m     |
| 2019 | Championnats de France U23             | Triple saut      | Châteauroux | 1er             | 16,60 m     |
| 2018 | Championnats de France U20             | Saut en longueur | Bondoufle   | 1er             | 7,48 m      |
| 2017 | Championnats de France U20             | Saut en longueur | Dreux       | 2e              | 7,34 m      |
| 2016 | Championnats de France U18             | Saut en longueur | Châteauroux | 1er             | 7,52 m      |
| 2015 | Championnats de France U18             | Triple saut      | Albi        | 1er             | 15,57 m     |

### International
| Date | Compétition                                  | Épreuve                        | Lieu     | Résultat | Performance      |
| ---- | -------------------------------------------- | ------------------------------ | -------- | -------- | ---------------- |
| 2021 | Championnats d'Europe                        | Triple saut                    | Munich   | 7e       | 16,62 m          |
| 2022 | Championnats d’Europe u23                    | Triple saut                    | Tallinn  | 2e       | 16,99 m          |
| 2019 | Championnats d’Europe u23                    | Triple saut                    | Gävle    | 7e       | 16,32 m          |
| 2018 | Championnats du monde U20                    | Saut en longueur               | Tampere  | 13e      | 7,39 m           |
| 2017 | Championnats d'Europe U20                    | Saut en longueur               | Grosseto | 5e       | 7,79 m           |
| 2016 | Championnats d’Europe U18                    | Saut en longueur               | Tbilissi | 2e       | 7,54 m           |
| 2015 | Festival Olympique de la Jeunesse Européenne | Saut en longueur / Triple saut | Tbilissi | 1er      | 7,32 m / 15,24 m |

### Records
| Épreuve          | Performance | Lieu     | Date            |
| ---------------- | ----------- | -------- | --------------- |
| Triple saut      | 17,05 m     | Caen     | 22 juin 2022    |
| Saut en longueur | 7,79 m      | Grosseto | 21 juillet 2017 |